# Новиков, Сергей Борисович (футболист)
Серге́й Бори́сович Но́виков (13 июня 1961, Москва, РСФСР, СССР) — советский и российский футболист, полузащитник. Мастер спорта СССР (1985).

## Карьера
Воспитанник школы МПС Москва. Начал карьеру в московском «Спартаке» в 1978, но за три года не появился на поле ни разу. В 1981 году перешёл в смоленскую «Искру», цвета которой защищал в течение четырёх сезонов. Вернувшись в «Спартак», дважды становился чемпионом СССР, по одному разу завоевывал серебряные и бронзовые награды, был обладателем Кубка Федерации футбола СССР.
После «Спартака» играл за столичные «Асмарал» и «Пресню», тверскую «Волгу», а также за немецкий «Пошт» и «Мохаммедан» (Дакка) из Бангладеш.
Выступал в чемпионатах по мини-футболу за московские клубы КСМ-24 и «Лига-Спартак». Работал тренером в футзале.
Главный тренер ФК «Кавалергард-Вымпел» (Звенигород): с 2003. Администратор женской команды «УОР-Россиянка» (Звенигород): с 2006.

## Достижения
- Чемпион СССР (1987, 1989)
- Серебряный призёр чемпионата СССР (1985)
- Серебряный призёр чемпионата Бангладеш (1992)
- Бронзовый призёр чемпионата СССР (1986)
- Победитель Кубка Федерации футбола СССР (1987)